# Овсюки
Овсюки (укр. Овсюки) — село,
Овсюковский сельский совет,
Гребёнковский район,
Полтавская область,
Украина.
Код КОАТУУ — 5320883701. Население по переписи 2001 года составляло 809 человек.
Является административным центром Овсюковского сельского совета, в который, кроме того, входят сёла
Окоп и
Покровщина.

## Географическое положение
Село Овсюки находится на правом берегу реки Гнилая Оржица,
выше по течению на расстоянии в 1 км расположено село Окоп,
ниже по течению на расстоянии в 5 км расположено село Яблонево (Оржицкий район),
на противоположном берегу — сёла Горбы и Рудка.
По селу протекает пересыхающий ручей с запрудой.
В 3 километрах к югу от села находится заказник Плисив Яр.

## История
- 1650 — дата основания.
- Село указано на подробной карте Российской Империи и близлежащих заграничных владений 1816 года[2]
- В полтавском областном архиве есть церковные документы 1765-1843 годы[3]

## Экономика
- «Украина», ООО.

## Объекты социальной сферы
- Школа.
- Дом культуры.
- Фельдшерско-акушерский пункт.
- Стадион.

## Достопримечательности
- Братская могила советских воинов.